# Podarg de Blyth
El podarg de Blyth (Batrachostomus affinis) és una espècie d'ocell de la família dels podàrgids (Podargidae) que habita els boscos del nord de Tailàndia, sud de Myanmar i centre del Vietnam, cap al sud fins a la zona peninsular de Tailàndia, Sumatra i Borneo.

## Subespècies
S'han descrit dues subespècies:
- Batrachostomus affinis affinis Blyth, 1847
- Batrachostomus affinis continentalis Stresemann, 1937